# Обручиште
Обру́чиште (болг. Обручище) — село в Старозагорській області Болгарії. Входить до складу общини Гилибово.

## Населення
За даними перепису населення 2011 року у селі проживали 1639 осіб.
Національний склад населення села:
| Національність   | Кількість осіб | Відсоток |
| ---------------- | -------------- | -------- |
| болгари          | 1558           | 96,8%    |
| цигани           | 43             | 2,7%     |
| Всього відповіли | 1610           |          |

Розподіл населення за віком у 2011 році:
Динаміка населення: